# 杉田英明
杉田 英明（すぎた ひであき、1956年1月7日 - ）は、日本の中東地域文化研究者、比較文化学者、東京大学名誉教授。

## 経歴
1956年、東京都新宿区で生まれた。東京教育大学附属高等学校を卒業し、東京大学教養学部教養学科アジア分科に進学。1979年に卒業。同大学大学院比較文学比較文化専攻に進み、1984年に博士課程を中退。大学では、芳賀徹に師事した。1981年よりカイロ大学に留学。
1984年に帰国し、東京大学教養学部助手に採用された。1991年に専任講師、後に助教授昇格。2001年に東京大学総合文化研究科教授に昇格。1991年3月、学位論文『アラブ・ペルシア文学のなかのイスラム美術』を東京大学に提出して学術博士号を取得。2021年に東京大学を定年退任し、名誉教授となった。

## 受賞・栄典
- 1993年：『事物の声 絵画の詩：アラブ・ペルシア文学とイスラム美術』でサントリー学芸賞を受賞。
- 1996年：『日本人の中東発見』で地中海学会ヘレンド賞を受賞。
- 1997年：日本比較文学会賞を受賞。
- 2003年：『葡萄樹の見える回廊』で島田謹二学芸賞を受賞。
- 2015年：『アラビアン・ナイトと日本人』でアラブ首長国連邦のシェイク・ザーイド・ブック・アワード（英語版）の他言語によるアラブ文化賞を受賞した[7]。

## 著作

### 著書
- 『事物の声 絵画の詩 : アラブ・ペルシア文学とイスラム美術』平凡社、1993年。ISBN 4582333117。全国書誌番号:93045433。
- 『日本人の中東発見：逆遠近法のなかの比較文化史』東京大学出版会〈中東イスラム世界 2〉、1995年。ISBN 4130250221。全国書誌番号:95068599。
- 『浴場から見たイスラーム文化』山川出版社(世界史リブレット) 1999
- 『葡萄樹の見える回廊 : 中東・地中海文化と東西交渉』岩波書店、2002年。ISBN 400024616X。全国書誌番号:20361174。
- 『アラビアン・ナイトと日本人』岩波書店 2012[8]

### 編纂
- 『東洋文庫 ふしぎの国 5 桃花源とユートピア』平凡社 1989
- 『東洋文庫 ふしぎの国 6 東方の人西方の人』平凡社 1989
- 『東洋文庫 ふしぎの国 11 動物誌と動物譚』平凡社 1989
- 『前嶋信次著作選』(全4巻) 平凡社東洋文庫 2000-2001

### 翻訳
- 『ハーン、モース、グリフィスの日本』R.A.ローゼンストーン（英語版）著、吉田和久共訳、平凡社 1999[9]
- 『パレスチナ問題』エドワード・W.サイード著、みすず書房 2004

監修
- 『オリエンタリズム』エドワード・W.サイード著、今沢紀子共訳、平凡社 1986
  - 選書化 平凡社ライブラリー 1993